# Sven Dolinski
Sven Dolinski (geboren am 4. September 1982 in Berlin) ist ein deutscher Schauspieler. Er war von 2007 bis 2020 Burgschauspieler.

## Leben und Werk
Nach dem Abitur (mit Note 1,0), wurde Dolinski an der Schauspielschule Ernst Busch in Berlin ausgebildet.
Schon während des Studiums wirkte er in zahlreichen Berliner Off-Theater-Inszenierungen mit, bevor er 2007 ans Wiener Burgtheater engagiert wurde. Dort spielte er noch im selben Jahr den Romeo in Shakespeares Romeo und Julia und war seither in zahlreichen Inszenierungen von z. B. Matthias Hartmann, Andrea Breth, David Bösch, Falk Richter, Stephan Kimmig, Sebastian Hartmann, Dieter Giesing, Christiane Pohle, Stefan Pucher, Grzegorz Jarzyna zu sehen, so unter anderem als Adam Geist in Dea Lohers gleichnamigem Stück, in der Titelrolle von Grillparzers Ahnfrau, als Passepartout in der Dramatisierung von Jules Vernes In 80 Tagen um die Welt, als Dichter in Peter Turrinis Bei Einbruch der Dunkelheit und zuletzt als Hamlet im Kasino. 
Seit 2013 brachte er als Autor und Regisseur im Rahmen der Jungen Burg jedes Jahr im Vestibül des Burgtheaters eigene Stücke mit jungen Ensembles zur Aufführung ("McNachtasyl", 2013; "Der Rest ist Sex", 2014; "Heim@", 2015; "Friedenstauben vergiften", 2016; "@dyssee", 2017; "selbstverschwendung", 2018; "im fluss", 2019).
Neben seinem Engagement am Burgtheater spielte er unter anderem bei den Salzburger Festspielen (Der Freischütz, 2007; Die letzten Tage der Menschheit, 2014), den Sommerfestspielen Perchtoldsdorf (2013 als Ossip in Gogols Revisor) und 2008/09 in Paulus Mankers Kultproduktion Alma. 2015/16 war er Jedermanns Guter Gesell bei den Salzburger Festspielen. 
Neben seiner Theaterarbeit stand er auch 2013 in "After Love" (Regie: Marc Jago), 2015 in Clemens von Wedemeyers "Esiod 2015" sowie 2017 in "Abschied von den Eltern" (Regie: Astrid Johanna Ofner) vor der Kamera.
Seit 2021 lebt und arbeitet er als freier Schauspieler und Schauspiellehrer in Berlin, wo er unter anderem an der Schauspielschule Ernst Busch unterrichtet. 